# Burg Hagi
Die Burg Hagi (japanisch 萩城, Hagi-jō) befindet sich in der Stadt Hagi, Präfektur Yamaguchi. In der Edo-Zeit residierten dort die Mōri mit einem Einkommen von 369.000 Koku als große Tozama-Daimyō.

## Geschichte
Nachdem Daimyō Mōri Terumoto (毛利 輝元) nach der Schlacht von Sekigahara im Jahr 1600 zu den Verlierern gehört hatte, verlor er den größten Teil seiner Besitzungen mit einem Einkommen von 1.200.000 Koku. Nur die Provinzen Suō und Nagato, verbunden mit einem Einkommen von knapp 370.000 Koku, blieben ihm noch. Als neuen Wohnsitz wählte Terumoto ein Gelände am Fuße des Berges Shizukiyama (指月山), der eine Halbinsel bildet, die in die Japan-See hineinragt. Nachdem Terumoto 1603 von Tokugawa Ieyasu die Erlaubnis zu Bau einer Burg dort erhalten hatte, begann er 1604 damit. Die Burg war vier Jahre später, 1608, fertiggestellt.

## Die Anlage

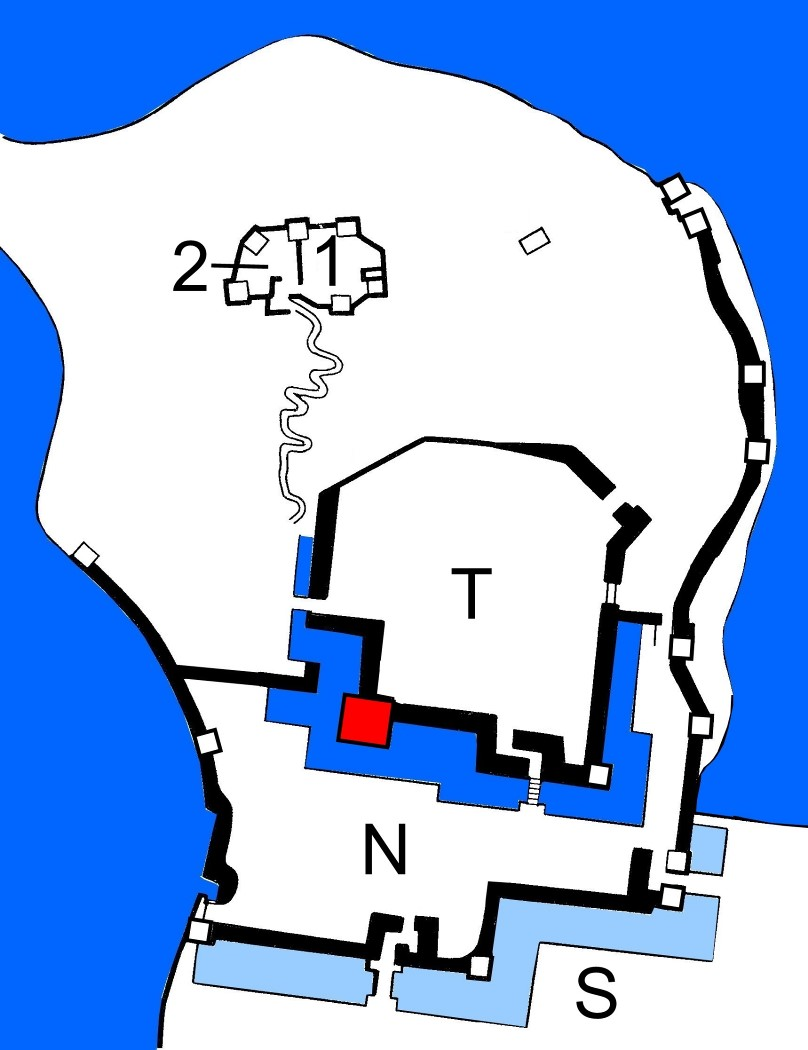
1: Hommaru 2: Ni-no-maru T: Tenshu-kuruwa
N: Ni-nokurua S: San-no-kuruwa Rot: Burgturm

Die Burg am südlichen Fuß des Shizukiyama erhielt einen fünfstöckigen Burgturm (天守閣, tenshukaku), wobei das oberste Stockwerk mit Betonung der Aussichtsfunktion (望楼型, bōrō-gata) angelegt wurde. Nach Süden wurde der zentrale Bereich, das Hommaru (本丸) durch den inneren (内堀, uchibori), mittleren (中堀, nakabori) und äußeren Graben (外堀, sotobori) dreifach geschützt. Auf den anderen drei Seiten schütze das Meer. Zur Zeit der Flut füllten sich die Gräben bis zum Fuße der Mauern mit Wasser, so dass man fast von einer Wasserburg sprechen kann. Nach Norden hin schützte der 143 m hohe Shizukiyama, auf dessen Spitze Terumoto eine eigene kleine Burg für den Notfall, das Tsumu-no-maru (詰の丸), bauen ließ. Dies war wie die untere Burg in einen Hommaru und einen Ni-no-maru (二の丸) gegliedert und besaß fünf zweistöckige Wachtürme. 
Das Hommaru am Fuße des Berges wird auch „Burgturm-Bereich“ (天守曲輪, tenshu-kuruwa) genannt, das dortige Ni-no-maru entsprechend Ni-no-kuruwa (二曲輪). Die Mauer um das Ni-no-kuruwa war über eine Kilometer lang und besaß 12 Wachtürme. Weiter vorgelagert ist dann noch das San-no-kuruwa (三曲輪), das auch „Innerhalb der ehrenwerten Burg“ (御城内, go-jōnai) genannt wurde.
Nach der Meiji-Restauration wurden die Gebäude der Burg abgetragen. Nur Mauern und der innere Graben sind erhalten geblieben. Das Burggelände wurde Park unter dem Namen „Hagi-Burgruinen-Shizuki-Park“ (萩城跡指月公園, Hagijō-ato Shizuki Kōen). Auf dem Gelände befindet sich neben dem Shizukiyama-Schrein (志都岐山神社) das vormalige Haupthaus der Fukuhara, das Fukuhara-ke Shoin (旧福原家書院). Die Fukuhara waren die Leiter der Verwaltung des Han und verfügten über ein einem Einkommen eines kleinen Daimyō, nämlich über 11.000 Koku.

## Bilder

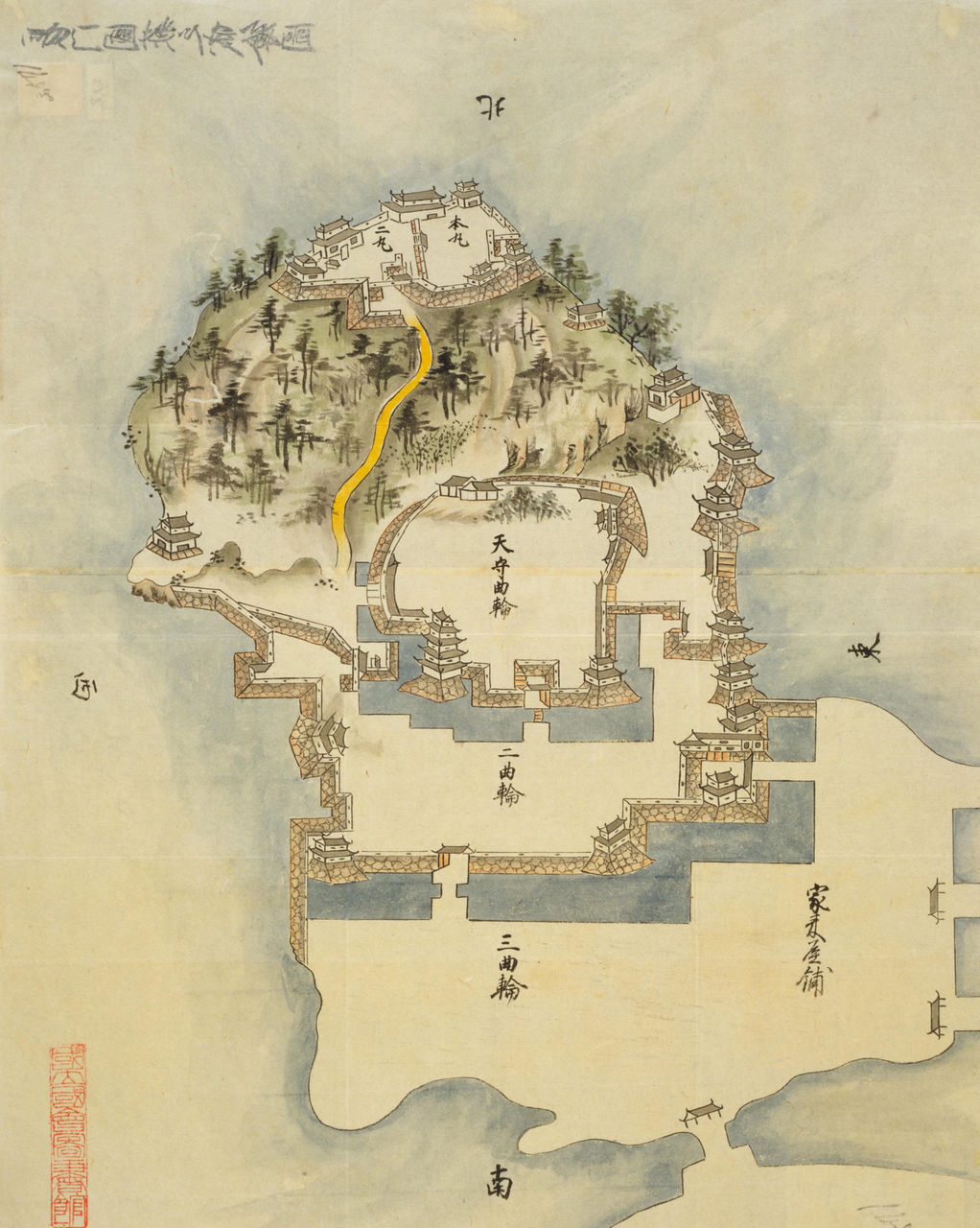
Alter Plan der Burg
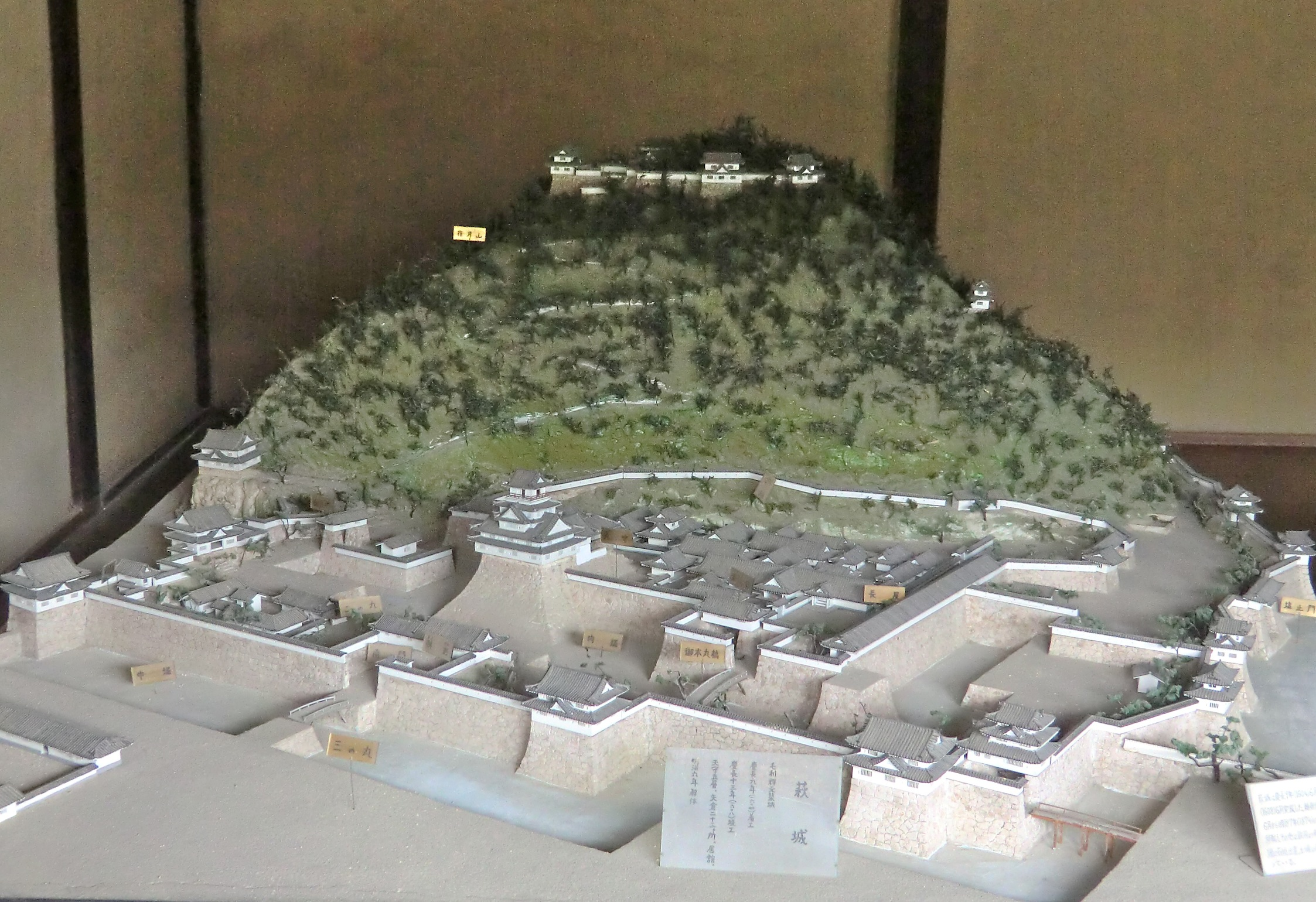
Miniatur-Modell
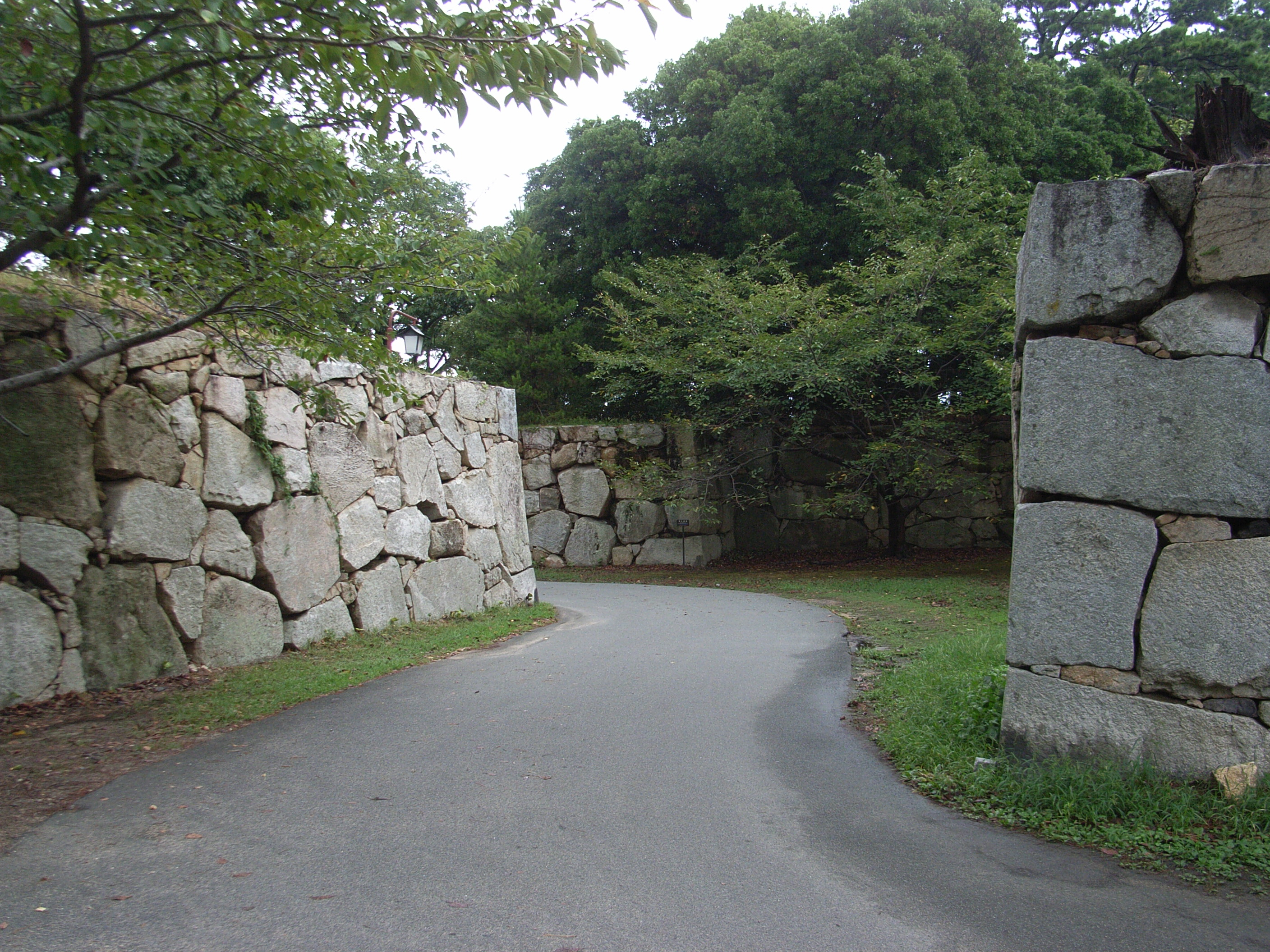
Tor zum Ni-no-maru
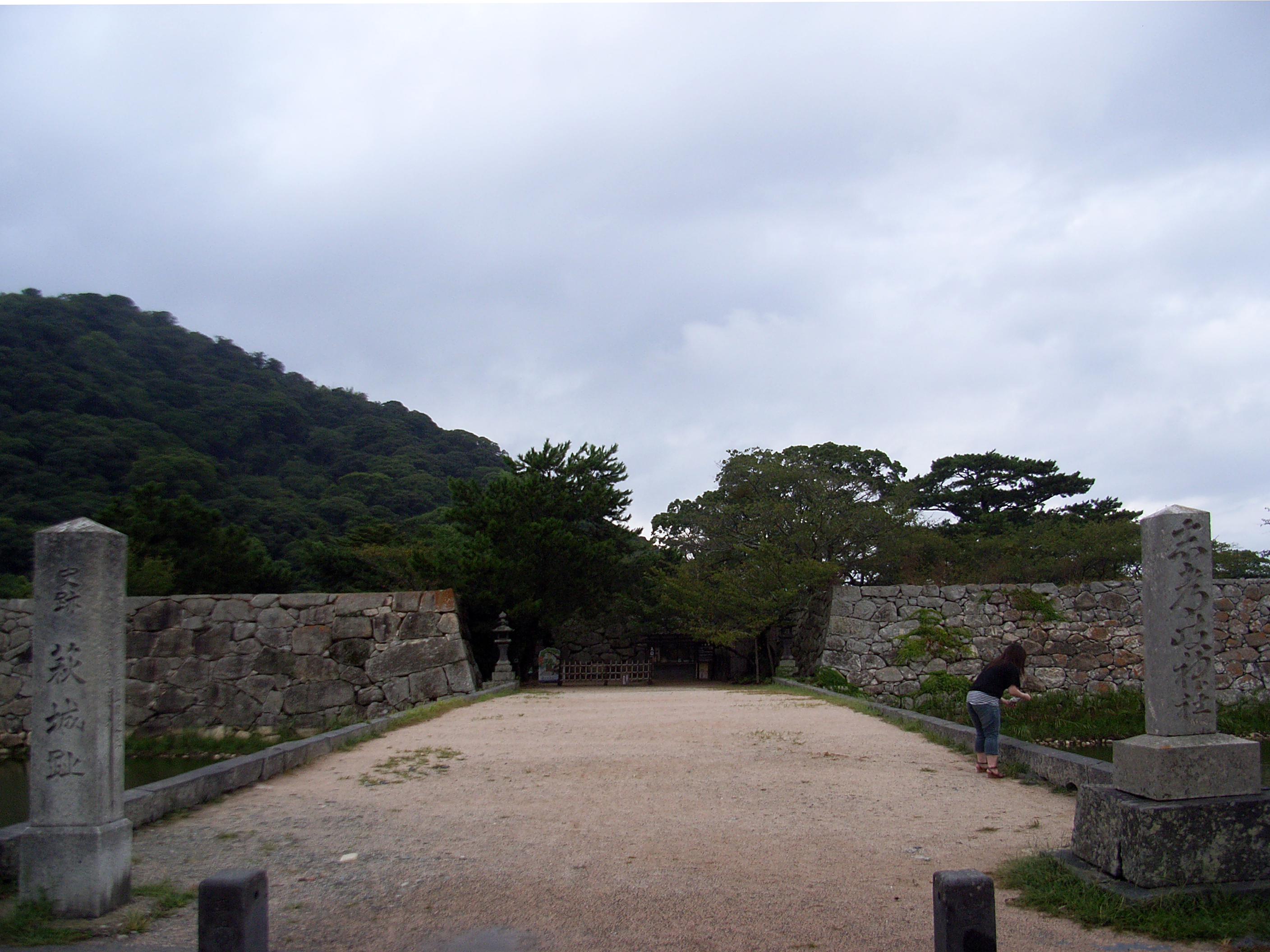
Tor zum Hommaru
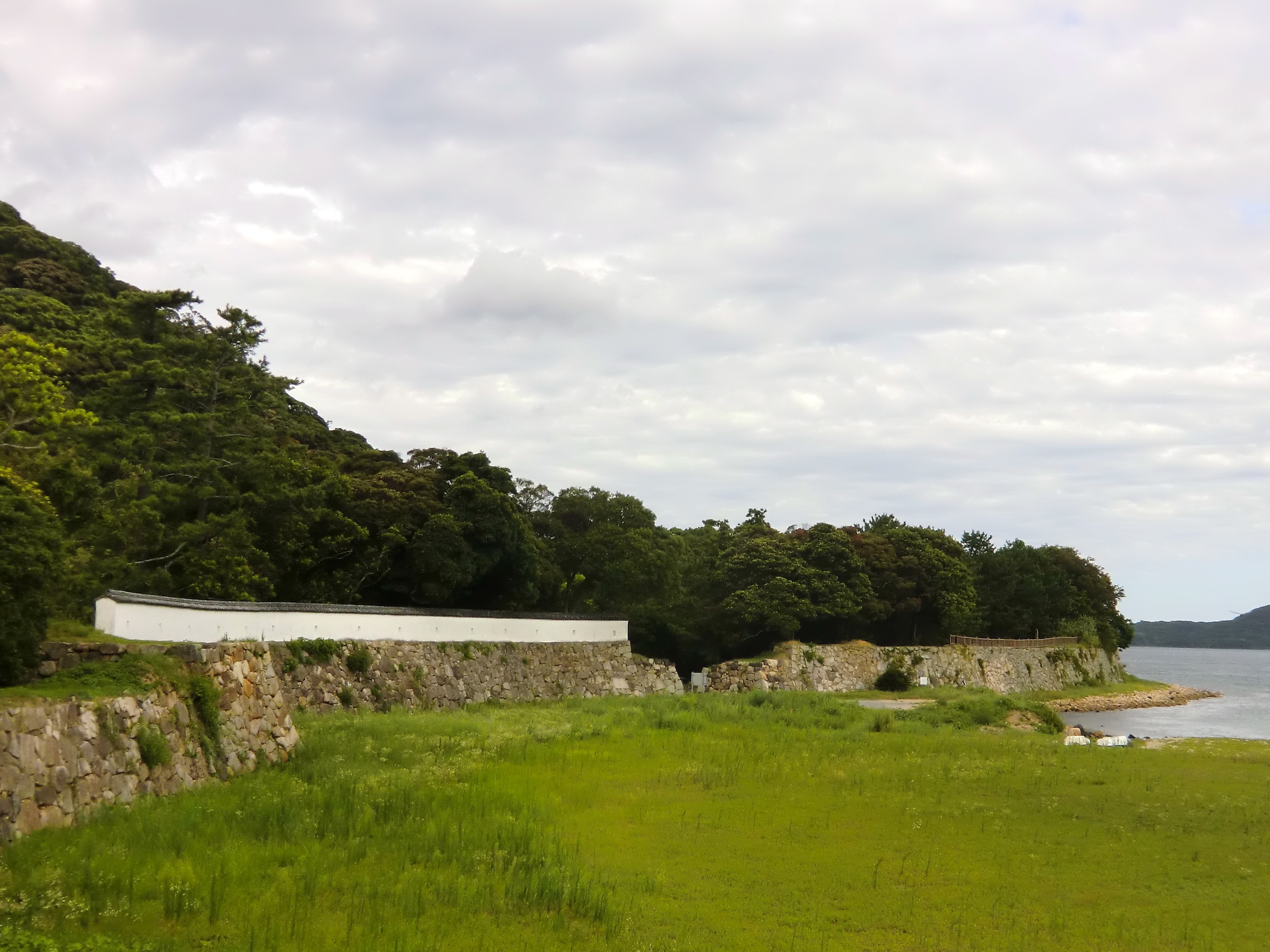
Befestigung am Fuß des Shizukiyama